# Miroir de port
Un miroir de port, appelé aussi port d'écoute, port mirroring et port monitoring en anglais, est une fonction supplémentaire de certains commutateurs réseau. Cette fonction de surveillance permet de copier des paquets transitant par le commutateur réseau, configuré pour cet usage, vers un port de destination choisi.

## Appellations
Cette fonction est appelée différemment par certains constructeurs :
- Switched port analyzer (SPAN), Remote Switched Port Analyzer (RSPAN)[2] ou VLAN SPAN (VSPAN) sur les commutateurs réseau Cisco Systems[3].
- Roving Analysis Port (RAP) sur les commutateurs réseau 3Com